# Monegrillo
Monegrillo – gmina w Hiszpanii, w prowincji Saragossa, w Aragonii, o powierzchni 183,16 km². W 2011 roku gmina liczyła 464 mieszkańców.